# Deroplatyinae
Deroplatyinae (лат.) — подсемейство богомолов из семейства Deroplatyidae.
Встречаются в Азии.

## Описание
Крупные листовидные богомолы. Таксон был впервые описан в 1889 году, включался в семейство Mantidae. В 2019 году эта азиатская группа вместе с африканским подсемейством Popinae была включена в состав отдельного семейства Deroplatyidae. Задние бёдра увеличенные, лопастевидные, коричневые. Листовидные представители с боковыми расширениями пронотума и задних бёдер.
- Триба Deroplatyini
  - Deroplatys Westwood, 1839[5]
  - Mythomantis Giglio-Tos, 1916
  - Pseudempusa Brunner v. W., 1893
- Триба Euchomenellini
  - Euchomenella  Giglio-Tos, 1916
  - Indomenella Roy, 2008
  - Phasmomantella  Vermeersch, 2018
  - Tagalomantis  Hebard, 1920

Род Brancsikia Saussure & Zehntner, 1895, описанный с острова Мадагаскар и ранее размещаемый здесь, в дальнейшем включался в состав семейства Epaphroditidae и с 2019 года в Majangidae.